# Johan I van Neurenberg
Johan I van Neurenberg (circa 1279 - 1300) was van 1297 tot 1300 burggraaf van Neurenberg. Hij behoorde tot het huis Hohenzollern. 

## Levensloop
Johan I was de oudste zoon van burggraaf Frederik III van Neurenberg en Helena van Saksen, dochter van hertog Albrecht I van Saksen. Na de dood van zijn vader in 1297 werden Johan I en zijn jongere broer Frederik IV gezamenlijk burggraaf van Neurenberg.
Hij was gehuwd met Agnes van Hessen (overleden rond 1335), dochter van landgraaf Hendrik I van Hessen. In 1300 overleed Johan I zonder nakomelingen na te laten, waarna zijn broer Frederik IV alleen Neurenberg regeerde.